# Tadeo Jones (cortometraje)
Tadeo Jones es un cortometraje de animación español de 2004 dirigido por Enrique Gato. Narra la historia de Tadeo, un aventurero que se introduce en una pirámide en donde encuentra a una familia de momias que tratan de entorpecer su misión. El proyecto nació cuando el director quiso hacer un cortometraje que contuviera mayor acción y humor que sus anteriores proyectos; por ello decidió realizar una parodia del género de aventuras, cuya figura más representativa es Indiana Jones. La historia contiene mayoritariamente elementos de la película Raiders of the Lost Ark (Indiana Jones, en busca del arca perdida). La sinopsis, en palabras del director, es: «Tadeo es un aventurero, un poco insensato y cabezota, que explorará una milenaria pirámide y se topará con una moderna familia de momias». La película obtuvo 65 premios, entre ellos un Goya, y dio pie a que se realizara dos años después una secuela llamada Tadeo Jones y el sótano maldito, dos historietas llamadas Tadeo Jones y el secreto de Toaclum y Tadeo Jones en el Rally París-Paká y un largometraje llamado Las aventuras de Tadeo Jones protagonizado por el personaje estrenado en 2012.

## Argumento
Tadeo Jones se encuentra en un laberinto dentro de una pirámide buscando la salida, y consigue acceder a una sala en donde encuentra una estatua a la que debe echar un euro para activar el mecanismo. En vez de ello, utiliza una navaja, consiguiendo pasar. En la siguiente sala descubre que girando una manivela consigue abrir la puerta que lleva al tesoro, pero si la deja de mover se cierra bruscamente. Lo que no sabe es que también abre los sarcófagos de una familia de momias. El bebé sale del suyo en busca de su juguete, que está al lado del tesoro. Más tarde, sale su padre, que empieza a preparar el desayuno. Cuando va a coger el tesoro, Tadeo ve al bebé quitándole el juguete, por lo que suelta la manivela bruscamente y el sonido de la puerta hace que le descubra el padre. Tadeo huye pero se encuentra con un río de lava que le impide pasar. Siguiendo las indicaciones de su libro-guía hace un «salto de fe», dejándose caer al tiempo que aparece un puente en donde la madre-momia tiene una tienda de recuerdos. Tadeo los roba y sigue huyendo de los tres pero consigue entrar en un tren, aunque sin la ropa, que se la ha quitado el padre de un tirón. En el tren ve a seis niños que se ríen de él, también con recuerdos. Al final se descubre que en realidad es todo una atracción de feria llamada "Terror en la cripta".

## Personajes

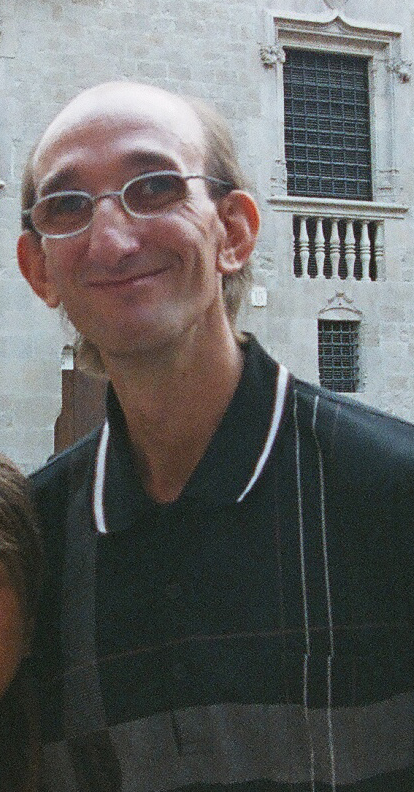
La nariz alargada y la gran boca del personaje de Tadeo Jones se basan en el personaje de Mortadelo. En la imagen se observa a Benito Pocino quien interpretó al personaje en la película La gran aventura de Mortadelo y Filemón.

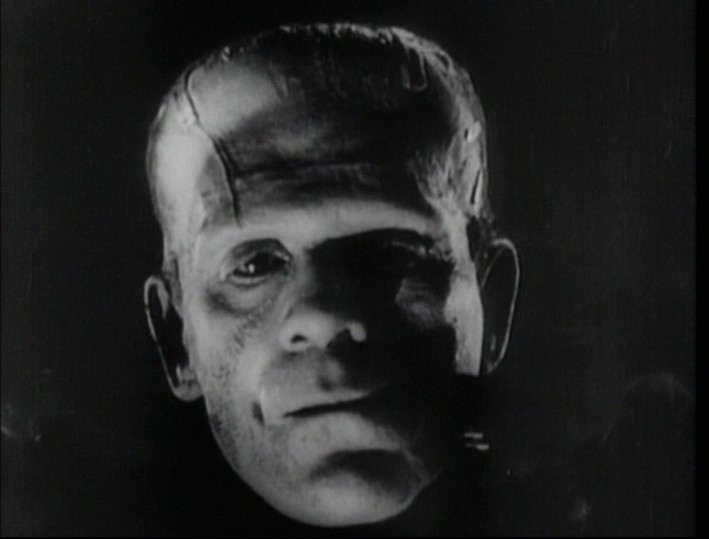
La frente, mandíbula y ojos del padre de la familia momia se basan en el personaje Víctor Frankenstein. En la imagen se observa a Boris Karloff caracterizado como el personaje en el tráiler de la película La novia de Frankenstein.

El protagonista es Tadeo Jones, un obrero de la construcción y aventurero vallisoletano con facilidad para meterse en líos, que vive en Chicago, Estados Unidos. La figura se inspira principalmente en Indiana Jones, como se puede ver en su sombrero y el esquema de su camisa de color claro y sus pantalones oscuros. Sin embargo, se le da un aire de boy-scout para simbolizar su mentalidad infantil, como es con el uso de una mochila. Sus extremidades desproporcionadas son heredadas de Mickey Mouse, aunque el rostro alargado, sus ojos y su gran nariz y boca se basan en Mortadelo. A la hora de animar al personaje, se hicieron sobre la base de una misma forma geométrica tres modelos del persona, uno con toda la vestimenta, otro sin sombrero y camisa y el último sólo con las botas y los calzoncillos.
La familia de momias la compone el padre, que es el cabeza de la misma, quien está molesto porque Tadeo rompe la tranquilidad familiar. Contiene detalles clásicos y la forma de actuar de una familia real egipcia, sin embargo, su frente, mandíbula y ojos recuerdan a Víctor Frankenstein; la madre, que es la cuidadora de la familia con un pequeño negocio familiar, una tienda de recuerdos, y sus influencias proceden del personaje Lara Croft; y el bebé, que, se convierte en el principal enemigo, aunque oculte su maldad con su rostro angelical, y su mayor influencia procede de Baby Herman de ¿Quién engañó a Roger Rabbit?, sin embargo, sus ojos proceden de Dash de Los Increíbles. La animación de las momias fue distinta de la del protagonista, como en las vendas, que se crearon con texturas de desplazamiento. El primero en ser animado fue el bebé, más tarde se hizo al padre y por último a la madre, que se basó en el boceto del anterior.
También aparecen al final de la película seis niños con ropa de explorador que han participado en la atracción. Los creadores no le dieron mucha importancia al aparecer en pantalla escasos segundos, por lo que realizaron sólo a uno que fue copiado seis veces, y sólo se modificaron las vestimentas.

## Producción

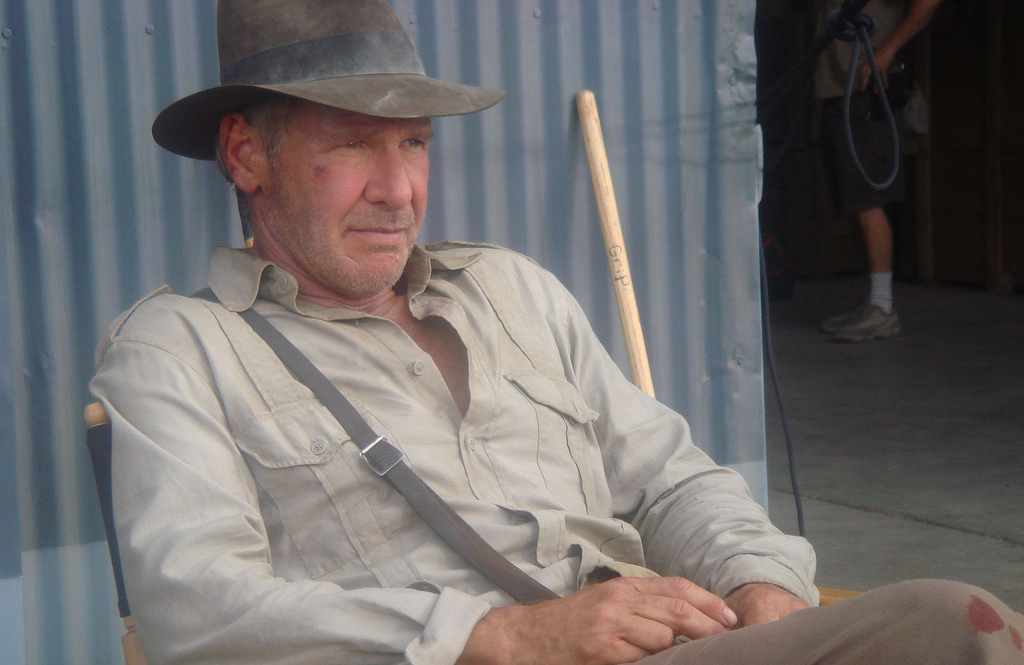
El director buscaba darle a su obra un toque con más humor y acción, por lo creó a un personaje que parodiara a Indiana Jones. El sombrero y el esquema de la camisa de color claro y sus pantalones oscuros de Tadeo Jones se basan en el personaje. En la imagen se observa a Harrison Ford caracterizado como Indiana Jones durante el rodaje de Indiana Jones y el reino de la calavera de cristal.

La creación del personaje de Tadeo Jones se produjo cuando, en 2001, Enrique Gato buscaba darle a su obra un toque mayor de humor y acción que sus anteriores trabajos, ya que había notado en Bicho —otro corto suyo— movimientos muy estáticos, por lo que optó por parodiar a Indiana Jones. Sin embargo, el proyecto no empezaría hasta dos años después cuando comenzó a redactar el guion que le serviría para llevarlo a la gran pantalla. Tras ello comenzó las negociaciones con La Fiesta producciones en septiembre de 2003, con quien ya había trabajado en la realización del cortometraje Superlópez, realizándose desde esa fecha hasta octubre del mismo año diferentes versiones del guion, haciéndose un total de cuatro. En un principio lo redactó como una sátira de la película Raiders of the Lost Ark y decidió poner referencias a otras películas de Indiana Jones y otros personajes, aunque bien es cierto que en su mayor parte proceden de la película de Steven Spielberg.
La preproducción duró 15 días y consistió en la realización del guion gráfico, que fue bastante sintético. El proceso de documentación sobre la arquitectura y el arte del Antiguo Egipto, según comentó Gato, no fue complicado al existir bastante información al respecto, si bien no se hizo muy rigurosamente, al tratarse de una parodia ambientada en la época contemporánea. Para la realización de los bocetos de los objetos, Gato contó con Juan Jesús García Galocha, David Ordieres y Pedro Solís, quienes los hicieron en 3D. Los elementos de atrezzo los hizo David Ordieres. Gato sólo exigió a este grupo que fueran lo más fieles posibles a sus bocetos, ya que si no podrían provocar errores bastante graves a la hora de animarlos.
La posproducción de la imagen consistió en realizar una imagen del modelo en un formato de l720 x 390 píxeles para luego pasarlo al habitual del cine que es 2048 x 1108 píxeles a través de un proceso llamado renderización. Sin embargo, uno de los problemas ante los que se encontraron es que se notaban varios errores en las texturas, por lo que se tuvo que ajustar el tamaño de cada uno de los objetos y personajes con el programa 3ds Max.
El proceso de animación se dividió en tres etapas que fueron realizadas por Gato, quien había realizado esta función con Pyro Studios en Commandos y Praetorians. En la primera se marcaron las poses de los personajes y la animación básica, en la segunda se pulieron los aspectos corporales y en la última se hizo una animación facial. Ir de lo más básico y de ahí ir ampliando permitió que este proceso durara menos de lo que esperaban los realizadores. El proceso de postproducción consistió en ajustar los colores de la imagen, aumentar el contraste y ajustar la saturación para realizar una forma de dibujo animado.
El sonido se hizo también en tres etapas. En la primera, Kiku Vidal se encargó de la grabación de los efectos de sala, sincronizándolos con los movimientos de Tadeo y sus complementos. En la siguiente, Carlos Fuorolo se encargó del sonido de los aspectos externos al personaje. Y, en la última, se dio voz a los personajes que, aunque no hablan, sí hacen exclamaciones y murmullos. David García lo hizo con los varones y Blanca Rada a las hembras. La música fue realizada por Zacarías Martínez de la Riva.

## Recepción

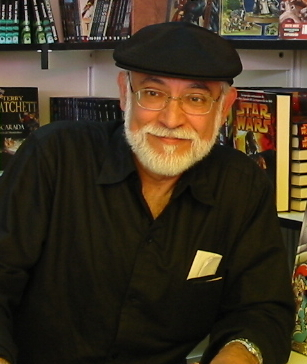
La productora le propuso en 2008 al historietista Jan la realización de dos cómics (Tadeo Jones y el secreto de Toaclum y Tadeo Jones en el Rally París-Paká), que sirvieron como guiones gráficos para el largometraje protagonizado por Tadeo. En la imagen se observa a Jan firmando unos álbumes de Superlópez en la Feria del Libro de Madrid en el año 2006.

Para la presentación a los festivales de cine, Enrique Gato decidió recurrir a una distribuidora profesional de cortometrajes española, Lolita Peliculitas Artes Visuales, al resultarle demasiado trabajoso enviar cartas para participar en los festivales y no salirle a un precio muy alto. La película se estrenó el 4 de noviembre de 2004 en el festival Alcine 34 de Alcalá de Henares y poco después se proyectó en el Festival de Cortos de Aguilar de Campoo, donde cosechó el primero de los 65 premios que consiguió el corto, entre los que destaca el Premio Goya obtenido en su vigésima edición. Se convirtió en el cortometraje de animación español más premiado de la historia, y sería preseleccionado para ser nominado a los Premios Óscar, sin llegar a ser uno de los cinco finalistas.
En palabras de Hilario Jesús Rodríguez, se trata de un buen cortometraje en 3D, pero que tiene un guion demasiado previsible, mientras que Marta Martín Núñez dice que se trata de un lucimiento de las últimas tecnologías en donde lo que menos importa es la historia. Ella también afirma que con este personaje Enrique Gato critica que, a pesar de saber que su experiencia es falsa, Tadeo la vive como si se tratase de algo verdadero, el engaño se muestra en varias partes del cortometraje: las fotografías a Tadeo en la tienda de recuerdos, una cámara fotografiándole con el trofeo y que este último sea, en realidad, una chocolatina. Los autores del libro Body Language: Advanced 3D Character Rigging afirman que tanto Tadeo como los personajes de los dos cortometrajes son un buen ejemplo de animación avanzada.
Su presupuesto ascendió a los 43 000 euros, aunque se desconoce si su productora obtuvo beneficios o pérdidas, ya que, a pesar de que la mayoría de los cortometrajes españoles no son rentables, el gran número de premios en festivales (único medio por el que los cortometrajes consiguen ingresos) que consiguió pudo hacer que obtuviera ganancias.

### Premios
XX edición de los Premios Goya
| Categoría                       | Candidatos                          | Resultado |
| ------------------------------- | ----------------------------------- | --------- |
| Mejor cortometraje de animación | Enrique Gato La Fiesta Producciones | Ganadores |

10ª edición del Festival de Cine de Zaragoza
| Categoría                | Resultado |
| ------------------------ | --------- |
| Mejor corto de animación | Ganador   |

II edición del Festival de Cine de Comedia de Tarazona y el Moncayo
| Categoría   | Resultado |
| ----------- | --------- |
| Mejor corto | Ganador   |

## Productos derivados del cortometraje
Dos años después se estrenó su secuela, Tadeo Jones y el sótano maldito, realizada por el mismo director y que volvería a conseguir el Goya. Nicolás Matji propuso en 2008 a Jan la realización de dos historietas para promocionar el largometraje protagonizado por Tadeo Jones, dirigido por el propio Gato, y que se estrenaría en 2012. La primera se llamó Tadeo Jones y el secreto de Toaclum, que fue comercializada junto con un DVD en donde se incluyen ambos cortos, la segunda recibió el título de Tadeo Jones en el Rally París-Paká. Ambas historietas tuvieron éxito en ventas. Estas dos historietas sirvieron como guiones gráficos para la realización del largometraje. Gato intentó llevar al personaje al terreno de los videojuegos, pero requería de ciertos elementos técnicos de los que no disponía.
El largometraje se estrenó el 31 de agosto de 2012 en España con bastante éxito, además tiene acuerdos de distribución con  Rusia, Reino Unido, Alemania, Francia, Italia, Países Bajos, Latinoamérica y China, en este último se convirtió en la primera película con estreno masivo (algo limitado a ciertas películas por ley).